# Milatovac (gmina Batočina)
Milatovac (cyr. Милатовац) – wieś w Serbii, w okręgu szumadijskim, w gminie Batočina. W 2011 roku liczyła 555 mieszkańców.